# T. J. Bass
Pour les articles homonymes, voir Bass.
Œuvres principales
- Humanité et demie
- Le Dieu-Baleine

T. J. Bass, né le 7 juillet 1932 à Clinton dans l'Iowa et mort le  13 décembre 2011 à Honolulu à Hawaï,  est un écrivain américain de science-fiction.

## Œuvres

### SérieHive
1. Humanité et demie, OPTA, coll. Club du livre d'anticipation, no 58, 1975 ((en) Half Past Human, Ballantine Books, 1971), trad. Françoise Maillet  (ISBN 2-7201-0035-8)
2. Le Dieu-Baleine, OPTA, coll. Club du livre d'anticipation, no 59, 1975 ((en) The Godwhale, Ballantine Books, 1974), trad. Françoise Maillet  (ISBN 2-7201-0036-6)